# Piotr Juliusz Kurzątkowski
Piotr Juliusz Kurzątkowski (ur. 5 grudnia 1888 w Radomiu, zm. 5 stycznia 1952 w Lublinie) – grafik, malarz i pedagog.

## Życiorys
Syn Apolinarego Ignacego i Julii z Bońkowskich, brat Jana (1899–1975). Dzieciństwo i młodość spędził w Radomiu. Bywał też w majątku Józefa Brandta w Orońsku, gdzie jego wuj był administratorem. Uczył się w Radomskim Gimnazjum Męskim, z którego został wydalony w 1905 r. za udział w strajku szkolnym, a następnie w tamtejszej Miejskiej Szkole Handlowej.
W latach 1909–1912 studiował w Szkole Sztuk Pięknych w Warszawie. Był uczniem Stanisława Lentza, Edwarda Trojanowskiego i Ignacego Pieńkowskiego. W 1923 r. rozpoczął pracę w Męskim Seminarium Nauczycielskim w Radomiu i podjął (na zasadach wolnego słuchacza) dalszą naukę w warszawskiej Szkole Sztuk Pięknych (przemianowanej w 1932 r. na Akademię Sztuk Pięknych). Według Tadeusza Mroczka studiował wówczas również sztukę zdobniczą u prof. Wojciecha Jastrzębowskiego.
W 1919 r. ożenił się z Heleną Wasilewską (1897–1988). Mieli trzech synów: Bogdana (1922–2000), Krzysztofa (1925–1989) – artystę plastyka, członka awangardowej grupy "Zamek", oraz Mieczysława (1932–2000).
W 1925 r. przeprowadził się z Jedlni koło Radomia do Lubartowa. W 1931 r. zamieszkał w Lublinie, gdzie już od 1926 r. pracował jako nauczyciel rysunku w Państwowym Seminarium Nauczycielskim Męskim. Po zamknięciu tej placówki w roku szkolnym 1938/1939, przeniesiony został do I Państwowego Gimnazjum i Liceum im. St. Staszica. W czasie wojny uczył m.in. w Szkole Handlowej Żeńskiej, w latach 1944–1950 ponownie w Staszicu, a następnie (w latach 1950–1952) w Państwowym Liceum Sztuk Plastycznych.
Od 1932 r. należał do Związku Polskich Artystów Grafików. Był prezesem Lubelskiego Związku Teatrów i Chórów Ludowych oraz jednym z założycieli Związku Artystów Plastyków w Lublinie. Należał też do Towarzystwa Przyjaciół Nauk w Lublinie.
Zmarł w 1952 r. Został pochowany na  cmentarzu przy ulicy Lipowej w Lublinie. W lipcu 1961 r. w Centralnym Biurze Wystaw Artystycznych w Lublinie odbyła się pośmiertna wystawa jego prac.

## Twórczość
Juliusz Kurzątkowski (używał zwykle tylko drugiego imienia) specjalizował się w grafice i rysunku. Uprawiał głównie linoryt, a także drzeworyt, akwafortę, monotypię i cynkografię. Tworzył ilustracje i okładki do takich czasopism, jak: "Ognisko Nauczycielskie", "Region Lubelski", "Promyk" i "Promyczek". Projektował ekslibrisy (m.in. ekslibris poety Józefa Czechowicza, z którym się przyjaźnił). Malował też obrazy olejne, akwarele i pastele. Według niektórych opracowań sporadycznie zajmował się również rzeźbą, jednak sformułowanie to nie jest zbyt precyzyjne. Do tej dziedziny sztuk plastycznych można zaliczyć przede wszystkim tworzone przez niego lalki do teatrów kukiełkowych i szopek regionalnych. 
Tematyką jego prac malarskich była głównie zabytkowa architektura Lublina oraz sceny o charakterze obyczajowym. Jeden z jego ulubionych motywów stanowił lubelski zamek królewski z wieżą (donżonem). Fragment jednego z jego obrazów, na którym w pobliżu Bramy Grodzkiej umieścił Don Kichota i Sancho Pansę, został wykorzystany później jako wzór przy tworzeniu logo Ośrodka „Brama Grodzka – Teatr NN”.